# Pozitronij
Pozitronij je vezano stanje pozitrona i elektrona. To je najlakši formirani egzotični atom, jer je sličan atomu vodika, samo što je proton zamijenjen pozitronom. To vezano stanje elektrona s nabojem {\displaystyle e^{-}} i pozitrona s nabojem {\displaystyle e^{+}} zove se pozitronij i označava Ps.
Postojanje pozitronija teorijski je predvidio hrvatski fizičar Stjepan Mohorovičić 1934. Eksperimentalno su ga dokazali Deutsch i suradnici 1951., istražujući proces usporavanja pozitrona u plinovima. Naime, kada pozitron naleti na plin, prije anihilacije, usporava se gotovo do termičkih energija i tada može nastati pozitronij.
U kvantnoj mehanici struktura pozitronija analogna je strukturi vodikova atoma (vezano stanje jednog elektrona i jednog protona), samo što je reducirana masa u slučaju pozitronija gotovo dva puta manja nego u vodikovom atomu, gdje je u dobroj aproksimaciji dana masom elektrona. Naime, u pozitroniju oba konstituenta, i elektron i pozitron, imaju jednake mase, {\displaystyle m_{e^{-}}=m_{e^{+}}=m}. Stoga reducirana masa u pozitroniju iznosi točno polovicu mase elektrona:
{\displaystyle m_{red}^{poz}={\frac {{m_{e^{-}}}\cdot {m_{e^{+}}}}{m_{e^{-}}+m_{e^{+}}}}={\begin{matrix}{\frac {1}{2}}\end{matrix}}m_{e^{-}}={\begin{matrix}{\frac {1}{2}}\end{matrix}}m}
Zato je energija svakoga stanja pozitronija približno upola manja nego energija odgovarajućeg stanja u vodikovom atomu. Naime, ako ne uzmemo u obzir relativno malene relativističke korekcije, nego samo interakciju Coulombovim potencijalom, kvantnomehaničke diskretne energetske razine pozitronija lako dobijemo ako u Bohrovoj formuli (za energetske razine vodika) masu elektrona zamijenimo tom reduciranom masom. Kako je ona točno upola manja od elektronske, moguće energije stanja u kojima se može nalaziti pozitronij dane su izrazom: 
{\displaystyle E_{n}^{poz}=-\alpha \,^{2}mc^{2}{\frac {1}{4n^{2}}};n=1,2,3,...}
Pri tome je {\displaystyle \alpha \,} konstanta fine strukture i iznosi približno {\displaystyle 137^{-1}}, a {\displaystyle n} je glavni kvantni broj. 
Negativni predznak u izrazu za energiju pokazuje da se radi o vezanom stanju. Energija osnovnog stanja pozitronija iznosi {\displaystyle E_{1}=-6,8eV}, sljedeća {\displaystyle E_{2}=-1,7eV...}
Kao i vodikov atom, pozitronij se može nalaziti u jednom od dva moguća spinska stanja, singletnom i tripletnom. U singletnom stanju, kada su spinovi postavljeni u suprotnim smjerovima i kada je ukupni spin nula, pozitronij je parapozitronij. U tripletnom stanju, kada su spinovi postavljeni u istom smjeru i kada je ukupni spin jedan, pozitronij je ortopozitronij. Ta dva tipa pozitronija se razlikuju po produktu anihilacije. Naime, anihilacijom parapozitronija nastaju dva fotonska kvanta, dok kod ortopozitronija nastaje jedan više. Vrijeme poluraspada parapozitronija iznosi {\displaystyle \tau \,={1,25}\cdot {10^{-10}}s}, a vrijeme poluraspada ortopozitronija iznosi {\displaystyle \tau \,={1,47}\cdot {10^{-7}}s}.